# (6503) 1994 CP
1994 سي بي (ويعرف أيضًا باسم (6503) 1994 سي بي وفق تسمية الكوكب الصغير) (بالإنجليزية: 1994 CP)‏ هو كويكب ضمن حزام الكويكبات؛ وترتيبه 6503 من حيث الاكتشاف.
اكتُشف هذا الجُرم الفلكي بواسطة هيروشي كانيدا في 4 فبراير 1994.

## وصلات خارجية
- (6503) 1994 CP في قاعدة بيانات مختبر الدفع النفاث لأجرام النظام الشمسي الصغيرة

- الاكتشاف · مخطط المدار ·  العناصر المدارية · المعلمات المادية

- (6503) 1994 CP على موقع ويكي سكاي: DSS2, SDSS, GALEX, IRAS, Hydrogen α, X-Ray, Astrophoto, Sky Map, Articles and images